# Paul Dognin
Paul Dognin (10 de maig de 1847 - 10 d'agost de 1931) va ser un entomòleg francès especialitzat en lepidòpters d'Amèrica del Sud. Dognin va nomenar 101 nous gèneres d'arnes.
Dognin va viure a l'11 de Villa Molitor (16è districte de París). Va ser membre de la Société entomologique de France.
La seva col·lecció (82.000 espècimens, inclosos 3000 tipus Dognin i més de 300 tipus Thierry-Mieg) es comparteixen entre lelMuséum national d'Histoire naturelle francès i el National Museum of Natural History de Washington DC. Va ser venuda parcialment a William Schaus, qui després ho va donar al Museu Nacional d'Història Natural.

## Publicacions
Imprès per Charles Oberthür.
- Catalogue des Geometridae de l'Amerique Centrale et du Sud.
- Hétérocères nouveaux de l'Amérique du Sud. Fascicule 1. (1910)
- Hétérocères nouveaux de l'Amérique du Sud. Fascicule 3. (1911)
- Hétérocères nouveaux de l'Amérique du Sud. Fascicule 5. (1912)
- Hétérocères nouveaux de l'Amérique du Sud. Fascicule 6. (1912)
- Hétérocères nouveaux de l'Amérique du Sud. Fascicule 7. (1914)
- Hétérocères nouveaux de l'Amérique du Sud. Fascicule 8. (1914)
- Hétérocères nouveaux de l'Amérique du Sud. Fascicule 9. (1916)
- Note sur la faune des Lépidoptères de Loja et environs (Équateur). Description d'espèces nouvelles. (1887–1894). 3 parts 10 imatges.